# Alpenus investigatorum
Alpenus investigatorum is een vlinder uit de familie spinneruilen (Erebidae), onderfamilie beervlinders (Arctiinae). De wetenschappelijke naam van de soort is voor het eerst geldig gepubliceerd in 1898 door Karsch.
Deze nachtvlinder komt voor in tropisch Afrika.